# Związek Odbudowy Rzeczypospolitej
Związek Odbudowy Rzeczypospolitej (ZOR) – konspiracyjna organizacja wojskowo-polityczna o charakterze prawicowym, tworzona w Warszawie od października 1939 r. 
Trzon organizacji stanowili ludzie związani ze Stronnictwem Demokratycznym i Związkiem Młodej Wsi „Siew”. Komendzie Głównej podlegało 5 komend okręgowych. W 1940 r. pion wojskowy ZOR podjął decyzję o scaleniu z ZWZ, faktycznie proces scalania trwał do połowy 1943 r. Pion cywilny wszedł w połowie 1944 r. w skład Zjednoczenia Demokratycznego.